# Смородинський узвіз
Сморо́динський узві́з — старовинна вулиця у Шевченківському районі міста Києва, сполучає місцевості Татарка та Куренівка. Пролягає від Нагірної до Кирилівської вулиці.

## Історія
Узвіз відомий від початку XX століття під паралельними назвами: сучасною (від прізвища купців Смородинових, чия садиба на Куренівці згадується з середини XVIII століття й Диковський узвіз (від розташованої на ньому садиби домовласника Дикого) або Діновський спуск. Сучасну назву офіційно затверджено 1944 року. 
До середини XX століття узвіз був забудований, тепер проходить через лісопарк (з 2016 року — регіональний ландшафтний парк «Смородинський»). До початку 1980-х років до Смородинського узвозу прилучалася Смородинська вулиця (йшла паралельно Кирилівській вулиці; ліквідована у зв'язку із переплануванням).

## Зображення

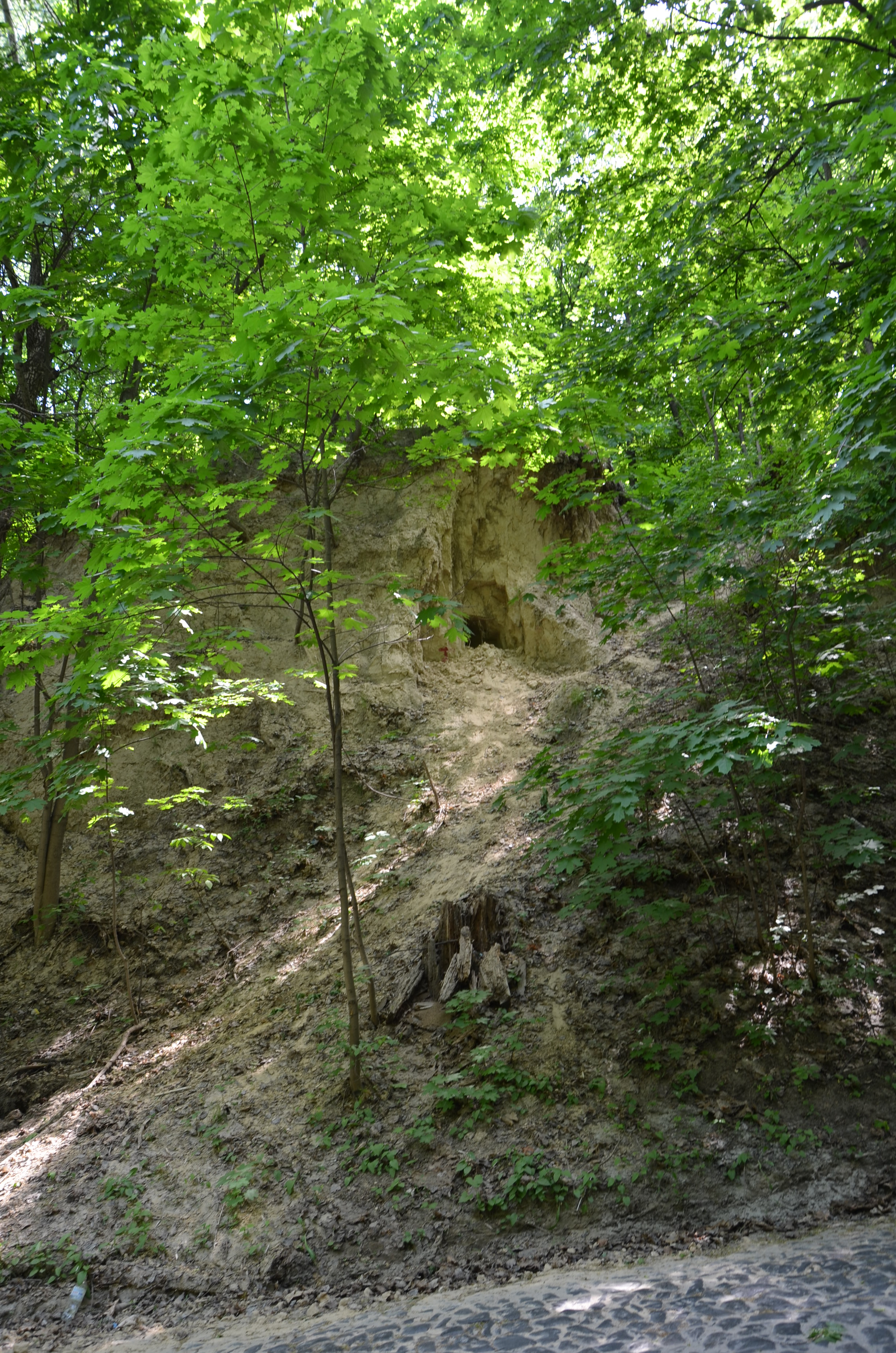
Смородинський археологічний комплекс
Два входи до печер з боку Смородинського узвозу. 2023 рік